# Samuel Sebastian Wesley
Samuel Sebastian Wesley, född den 14 augusti 1810 i London, död den 19 april 1876, var en brittisk organist och kompositör. Han var son till Samuel Wesley, med vilken han inte skall förväxlas.
Han finns representerad i Den svenska psalmboken 1986 med en tonsättning (nr 57) som ursprungligen skrevs till en annan text.

## Psalmer
- "Sin enda grund har kyrkan" (1986 nr 57), komponerad 1864
- O Jesus, jag har lovat ( nr 588 i Frälsningsarméns sångbok) samma melodi som nr. 57